# Masao Abe (buddhistischer Philosoph)
Masao Abe (japanisch 阿部正雄 Abe Masao; * 1915 in Osaka; † 10. September 2006 in Kyōto) war ein japanischer Philosoph und Religionswissenschaftler. 
Mit seinem Werk widmete er sich dem interreligiösen Dialog zwischen Christentum und Buddhismus, später auch dem Judentum. In Osaka studierte er Wirtschaft und Jura. Er ist im Umfeld der Kyōto-Schule zu verorten und lehrte an der Universität Kyōto, der Ōtani-Universität und im nah gelegenen Nara. In den 1950er- und frühen 1960er-Jahren tauschte er sich an der Columbia-Universität in New York City mehrfach mit D.T. Suzuki aus, nach dessen Tod er als Hauptrepräsentant des Zen-Buddhismus in Europa und den USA galt. Er hat Suzukis A Zen Life ins Englische übersetzt. In New York lernte er auch Paul Tillich und Reinhold Niebuhr kennen.
Sein philosophisches Hauptthema war die Auseinandersetzung zwischen Rationalität und dem Reinen-Land-Buddhismus. Er studierte westliche Philosophie bei Hajime Tanabe und zur gleichen Zeit Zen bei Shin’ichi Hisamatsu, der in der Tradition des Rinzai stand und dessen Lehrer Kitaro Nishida war. Nishida, Keiji Nishitani und Tanabe zählten zu Abes Haupteinflüssen. Sein Hauptinteresse galt dem Werk Dōgens.
| Personendaten    | Personendaten                                      |
| ---------------- | -------------------------------------------------- |
| NAME             | Abe, Masao                                         |
| KURZBESCHREIBUNG | japanischer Philosoph und Religionswissenschaftler |
| GEBURTSDATUM     | 1915                                               |
| GEBURTSORT       | Osaka                                              |
| STERBEDATUM      | 10. September 2006                                 |
| STERBEORT        | Kyōto                                              |